# Emerson Etem
Emerson Etem (* 16. Juni 1992 in Long Beach, Kalifornien) ist ein ehemaliger US-amerikanischer Eishockeyspieler, der im Verlauf seiner aktiven Karriere zwischen 2009 und 2018 unter anderem 196 Spiele für die Anaheim Ducks, New York Rangers und Vancouver Canucks in der National Hockey League (NHL) auf der Position des rechten Flügelstürmers bestritten hat.

## Karriere

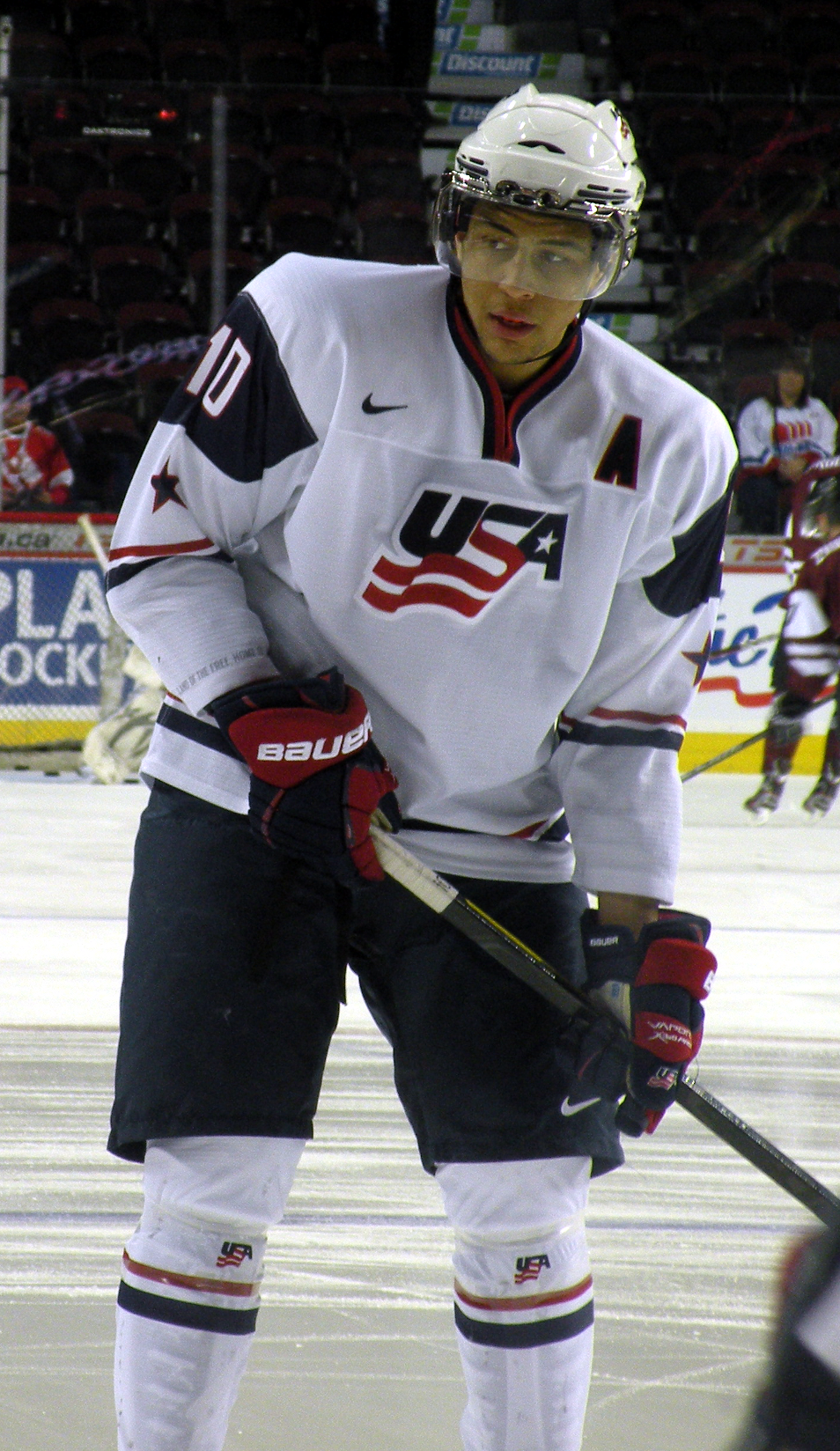
Etem im Trikot der US-amerikanischen U20-Nationalmannschaft (2012)

Emerson Etem begann seine aktive Laufbahn 2007 an der Shattuck St. Mary’s-High-School, für die er ein Jahr aktiv war. Anschließend setzte der Angreifer seine Laufbahn beim USA Hockey National Team Development Program in der North American Hockey League fort. Dort zählte er in seiner Premierensaison sogleich zu den Stammkräften und Leistungsträgern des Teams. Zur Saison 2009/10 schloss sich Etem den Medicine Hat Tigers in der Western Hockey League an. In seiner Rookiesaison absolvierte er insgesamt 84 Partien für die Medicine Hat Tigers und erzielte 75 Scorerpunkte. Mit 37 Toren in der regulären Saison war Etem der erfolgreichste Rookie in jener Spielzeit.
Der Offensivspieler wurde beim NHL Entry Draft 2010 in der ersten Runde an insgesamt 29. Position von den Anaheim Ducks ausgewählt. Nachdem er im September 2010 das Trainingscamp bei den Kaliforniern verbracht hatte, wurde Etem bei der ersten Kaderreduktion wieder zurück zu den Medicine Hat Tigers geschickt. Im Mai 2011 unterschrieb der Stürmer einen Einstiegsvertrag über drei Jahre bei den Anaheim Ducks. Auch die Saison 2011/12 begann er wiederum bei den Medicine Hat Tigers und wurde Anfang November 2011 nach ausgezeichneten Leistungen zum WHL Spieler des Monats September/Oktober gewählt, nachdem der Stürmer zuvor in 15 Spielen 21 Treffer und zehn Assists erzielt hatte. Die reguläre Saison 2011/12 beendete der Angreifer mit einer Bilanz von 61 Toren in 65 Partien und wurde der erste WHL-Akteur mit mindestens 60 Saisontreffern seit Layne Ulmer, der in der Spielzeit 2000/01 insgesamt 63 Tore in der regulären Saison erzielt hatte.
Nach Beendigung des NHL-Lockouts in der Saison 2012/13 debütierte Etem für die Anaheim Ducks in der National Hockey League. Bei seinem dritten Einsatz, einem Heimspiel gegen die Los Angeles Kings, erzielte der US-Amerikaner seine ersten beiden Scorerpunkte, als der Linksschütze zwei Torvorlagen verbuchte. Am 18. März 2013 erzielte er im Heimspiel gegen die San Jose Sharks sein erstes NHL-Tor. Zu Beginn der Saison 2013/14 stand Etem im NHL-Aufgebot der Ducks, wurde jedoch im November 2013 wieder an das AHL-Farmteam, die Norfolk Admirals, abgegeben. Im Juni 2015 gaben ihn die Ducks samt einem Zweitrunden-Wahlrecht für den NHL Entry Draft 2015 an die New York Rangers ab, die ihrerseits Carl Hagelin sowie ein Zweit- und ein Sechstrunden-Wahlrecht für den gleichen Draft nach Anaheim schickten. In der Saison 2015/16 bestritt der US-Amerikaner zunächst 19 Partien für die Rangers, in denen er jedoch lediglich drei Torvorlagen erzielen konnte und schließlich im Januar 2016 im Austausch gegen Nicklas Jensen sowie ein Sechstrunden-Wahlrecht für den NHL Entry Draft 2017 zu den Vancouver Canucks transferiert. Kurz vor Saisonbeginn wurde er im Oktober 2016 über den Waiver von den Anaheim Ducks verpflichtet. Im Verlauf der Spielzeit absolvierte der Angreifer allerdings verletzungsbedingt nur vier Pflichtspiele, sodass die Ducks seinen Vertrag nach dem Ende der Saison nicht verlängerten.
Im Juli 2017 schloss er sich daraufhin als Free Agent den Arizona Coyotes an. Auch die Coyotes setzten Etem jedoch nur in der AHL bei den Tucson Roadrunners ein, bis man sich im Januar 2018 auf eine Auflösung seines Vertrages einigte. Wenig später wechselte Etem erstmals nach Europa, indem er sich dem HC Lugano aus der Schweizer National League anschloss und dort einen Vertrag bis zum Ende der Spielzeit 2017/18 unterzeichnete. Zwischen Oktober und November 2018 bestritt er dann einige Partien für die Ontario Reign in der AHL, trat in der Folge aber nicht mehr im professionellen Eishockey in Erscheinung.

### International
Für die USA nahm Etem an den U20-Junioren-Weltmeisterschaften 2011 und 2012 teil. Bei den Titelkämpfen im Jahr 2011 belegte er mit seiner Mannschaft den dritten Platz und gewann die Bronzemedaille. Im folgenden Jahr wurde die US-Amerikaner Siebter. In insgesamt zwölf Turnierspielen erzielte der Stürmer einen Treffer und gab vier Vorlagen.

## Erfolge und Auszeichnungen
| - 2010 Teilnahme am CHL Top Prospects Game - 2011 WHL-Spieler des Monats September/Oktober - 2012 Bester Torschütze der WHL | - 2012 WHL East First All-Star Team - 2013 Teilnahme am AHL All-Star Classic |

### International
- 2011 Bronzemedaille bei der U20-Junioren-Weltmeisterschaft

## Karrierestatistik

### International
Vertrat die USA bei:
- U20-Junioren-Weltmeisterschaft 2011
- U20-Junioren-Weltmeisterschaft 2012

(Legende zur Spielerstatistik: Sp oder GP = absolvierte Spiele; T oder G = erzielte Tore; V oder A = erzielte Assists; Pkt oder Pts = erzielte Scorerpunkte; SM oder PIM = erhaltene Strafminuten; +/− = Plus/Minus-Bilanz; PP = erzielte Überzahltore; SH = erzielte Unterzahltore; GW = erzielte Siegtore; 1 Play-downs/Relegation; Kursiv: Statistik nicht vollständig)